# Ghilji
I Ghilji (Lingua pashtu غلجي), noti anche come Khilji (خلجي), Ghilzai (غلزی) e Gharzai (غرزی, ghar letteralmente "montagna" e zai "nato in"), sono la più grande etnia tribale pashtun.
L'etnia Ghilji, in diverse epoche, ha governato la regione dell'attuale Afghanistan ed è stata la confederazione pashtun predominante da circa l'anno 1000 fino al 1747, quando il potere passò all'impero Durrani. Le tribù Ghilji sono presenti oggi in tutto il territorio dell'Afghanistan e in alcune zone del Pakistan, ma la maggior parte sono concentrate nella zona che va dall provincia di Zabol a quella di Kabul, con le province di Ghazni e Paktika al centro della regione.
Le tribù Ghilji sono anche presenti in Belucistan e Khyber Pakhtunkhwa in Pakistan. Molti dei nomadi Kochi dell'Afghanistan appartengono alla confederazione dei Ghilji.
Dal 1709 al 1738, i Ghilji regnarono come dinastia Hotak, prima con sede a Kandahar, e poi, dal 1722 al 1728, ad Esfahan, in Persia. I Ghilji sono collegati ai Lodi, un'altra confederazione tribale. Tra le maggiori tribù Ghilji vi sono: Sulaimankhel, Kharoti, Andar Aka, Tokhi e Hotak, ma vi sono anche numerosi altri clan.

## Etimologia
Dal punto di vista etimologico la parola Ghilji deriva da ghar-zai (lingua pastu غرزی), che significa "figlio della montagna".

## Origine e storia
La teoria più plausibile suggerisce che i Ghilji discendano dai Khalaj, probabilmente di origine turca, che si erano stabiliti nella zona Siah delle montagne Ghor, e i primi vengono citati all'epoca di Mahmud di Ghazna, che accompagnarono nell'invasione dell'India.

## Dinastie Ghilji regnanti
Secondo Minhaj-i Siraj Juzjani, uno storico del XIII secolo, "ci furono oltre 15 grandi personalità Khalji che governarono, dal 1203 in poi, sull'India e diffusero il Khorasani e l'Islam in tutta l'India settentrionale e sugli altopiani del Nord Bengala.".

### Dinastia Hotak
All'inizio del XVIII secolo, i Ghilji si ribellarono contro i governanti persiani, si schierarono sotto Mirwais Hotak di Kandahar e invasero la Persia. Quando la tribù Hotak, sotto la guida di Mirwais e del clan Nasher del Khan gaznavida si ribellarono contro i Safavidi nel 1709, i Ghilji si unirono al conflitto con i loro vicini occidentali. Mirwais, un capo tribale afghano influente e fondatore della dinastia Hotak, aveva visitato la corte persiana e studiato le sue debolezze in campo militare. Le tribù afghane si trovavano governate dagli sciiti.
A causa del continuo tentativo dei Safavidi di obbligare i pashtun sunniti a convertirsi allo sciismo, all'inizio del XVIII secolo, i Ghilji si rivoltarono contro i governanti persiani, imponendo la loro indipendenza, sotto Mirwais a Kandahar, e invasero la Persia. Facendo leva sul nazionalismo afgano, Mirwais riuscì ad espellere i Safavidi da Kandahar. Il suo figlio maggiore, Mahmud, realizzò con successo l'invasione della Persia (oggi Iran) che portò alla conquista de Esfahan e alla deposizione dello scià Sultan Husayn. Mahmud venne poi incoronato scià e governò per un breve periodo, prima di essere deposto dal suo stesso clan. Il suo cugino e successore (Ashraf Hotak) regnò per quasi cinque anni prima di essere ucciso dalla tribù Baloch durante la fuga verso Kandahar. La loro dinastia si concluse dopo l'Assedio di Kandahar, nel 1738.

## Religione dei Ghilji
I Ghilji sono Sunniti della scuola di Hanafi, spesso devoti alla loro fede e seguono intensamente il codice d'onore pashtun conosciuto come pashtunwali.
Le tribù possiedono diverse fabbriche di tappeti e tessuti in Medio Oriente e Pakistan, specialmente nella grande città di Karachi. I Ghilji rimangono una famiglia un po' "divisa", essendo i Kharoti e i Suleimankhel rivali tradizionali.

## Tribù Ghilji
- Akakhel
- Ahmadzai
- Alikhel
- Andar
- Gulwal
- Hotak
- Ibrahimkhel
- Ibrahimzai (Boran)
- Jabbarkhel
- Kharoti
- Nasher
- Nasar
- Niazi
- Sulaimankhel
- Tarakai
- Tokhi